# Mario Kart 64
Mario Kart 64 (マリオカート64?, Mario Kāto 64) è un videogioco di corse di go-kart per la console Nintendo 64 uscito nel 1996, è il secondo capitolo della serie Mario Kart, che è parte del più grande franchise di Mario. Ognuno ha a disposizione il suo kart e durante il percorso può raccogliere oggetti per accelerare o rallentare gli avversari.
Il gioco è disponibile anche su Virtual Console del Wii al prezzo di 1000 Wii Points.

## Modalità di gioco

Schermata di gioco 3D di Mario Kart 64

In Mario Kart 64 le corse durano sempre 3 giri, e a esse partecipano sempre otto piloti. Il videogioco è progettato per essere giocato da 1 a 4 giocatori (per la prima volta nella serie di Mario Kart), anche se non tutte le modalità sono disponibili quando sono collegati 4 joystick.
In Mario Kart 64 sono presenti tre modalità di gioco. Oltre alla modalità "Mario GP", simile a una corsa di Formula 1, vi sono la modalità Sfida (uno contro uno), Battaglia (dove lo scopo non è vincere una gara, ma colpire l'avversario tre volte con le proprie armi) e Prova a Tempo (una sorta di allenamento in cui è possibile correre contro il proprio fantasma per migliorare il proprio tempo).
Nella modalità Mario GP vi sono tre difficoltà: 50cc, 100cc, 150cc. Una volta che queste tre modalità saranno completate con il risultato di trofei d'oro, comparirà una quarta modalità, la Extra, nella quale le piste dovranno essere completate al contrario (sbloccando la modalità Extra, anche il titolo del gioco cambierà immagine).

## Personaggi
| Personaggio | Peso    |
| ----------- | ------- |
| Mario       | Medio   |
| Luigi       | Medio   |
| Peach       | Leggero |
| Toad        | Leggero |
| Yoshi       | Leggero |
| Donkey Kong | Elevato |
| Wario       | Elevato |
| Bowser      | Elevato |

Il giocatore potrà utilizzare tutti gli oggetti, mentre gli avversari potranno utilizzare soltanto questi oggetti: Fungo scatto, Boo, Banana, Fulmine e Super Stella. Inoltre, gli avversari non utilizzano mai le scorciatoie.
Ogni oggetto è distribuito in proporzione alla posizione in classifica, cioè chi è al primo posto non potrà mai trovare una Super Stella o un Fulmine, mentre è facile trovare questi quando si è agli ultimi posti.